# 蛋花湯
蛋花湯是中餐常見湯品，將雞蛋打成蛋花後澆入湯中，加上調味料和蔥花而成，便宜好做而普及。